# آلن اسلاو
آلن اسلاو (انگلیسی: Alan Slough; ۲۴ سپتامبر ۱۹۴۷ – ۲۲ مارس ۲۰۲۱) بازیکن فوتبال اهل بریتانیا بود.
از باشگاه‌هایی که در آن بازی کرده‌است می‌توان به باشگاه فوتبال پیتربورو یونایتد، باشگاه فوتبال فولام، باشگاه فوتبال لوتون تاون، باشگاه فوتبال ویموث، و باشگاه فوتبال میلوال اشاره کرد.